# Les Déserts
 Les Déserts  es una población y comuna francesa, en la región de Ródano-Alpes, departamento de Saboya, en el distrito de Chambéry y cantón de Saint-Alban-Leysse.

## Demografía
| 494 | 467 | 455 | 511 | 512 | 662 |
| Para los censos de 1962 a 1999 la población legal corresponde a la población sin duplicidades (Fuente: INSEE [Consultar]) |     |     |     |     |     |